# II Cesarstwo Francuskie

Sztandar Napoleona III

II Cesarstwo Francuskie – państwo francuskie, którego początek datuje się na koronację Napoleona III na Cesarza Francuzów 2 grudnia 1852 roku, koniec zaś na wrzesień 1870 roku – klęska w wojnie francusko-pruskiej i proklamacja III Republiki Francuskiej.
Przez pierwszych osiem lat swego panowania cesarz Napoleon III rządził autokratycznie. Władzę oparł na wojsku, policji, administracji i religii katolickiej. Zmniejszone zostały uprawnienia Senatu i Rady Stanu, a opozycja republikańska i socjalistyczna poddane zostały represjom oraz osłabione aresztowaniami i banicją swych przywódców. Ograniczone zostały dotychczasowe republikańskie prawa obywatelskie, wprowadzono na powrót cenzurę publikacji i widowisk, zakaz strajków, do 1864 roku zakaz zrzeszania się robotników, rozwiązana została Gwardia Narodowa, usunięto symbole republikańskie. 29 stycznia 1853 roku Napoleon III poślubił hrabinę Eugenię de Montijo.
We wrześniu 1854 roku Cesarstwo Francuskie, wraz ze Zjednoczonym Królestwem Wielkiej Brytanii i Irlandii, interweniowały w wojnie rosyjsko-tureckiej po stronie Imperium Osmańskiego. Oba państwa obawiały się bowiem dalszego wzrostu potęgi Imperium Rosyjskiego, po grożącym całkowitym rozbiciu przez nią Imperium Osmańskiego. Interwencja polegała na dokonaniu dużego desantu wojskowego na Półwyspie Krymskim (wojna krymska). Rozegrały się tam ciężkie walki, z których sprzymierzeni wyszli zwycięsko, głównie zresztą na skutek skrajnej nieudolności generałów rosyjskich. W traktacie pokojowym, zawartym w Paryżu w 1856 roku, główne korzyści uzyskała Wielka Brytania, umacniając swą imperialną potęgę w basenie Morza Śródziemnego. Imperium Rosyjskie zostało upokorzone, Imperium Osmańskie ocalone, co pokazała przyszłość na dalszych kilkadziesiąt lat. Francja straciła w walce i chorobach 100 tys. żołnierzy.
Większych korzyści mógł spodziewać się Napoleon III Bonaparte dopiero wtedy, gdy w 1859 roku poprowadził 100 tys. armię na pomoc Królestwu Sardynii (Piemontu), zaatakowanemu przez wojska Cesarstwa Austrii. Zostały one pobite przez Francuzów pod Magentą i Solferino w Lombardii, po czym Napoleon III zawarł z Cesarstwem Austrii rozejm, anektując prowincję lombardzką do Francji, a następnie wymieniając ją z Piemontem na przygraniczne tereny Sabaudii i Nicei. Klęska Austrii stała się asumptem do powstań narodowościowych w Toskanii, Parmie, Modenie i Państwie Kościelnym. Wszystkie te, dotąd odrębne państewka, przyłączyły się wraz z Królestwem Obojga Sycylii, ale bez Państwa Kościelnego, do Królestwa Sardynii (Piemontu), które uosabiało wówczas idee risorgimento, to jest stworzenia jednego państwa włoskiego.
W wyniku zmian na mapie Italii, Państwo Kościelne zostało zmniejszone do prowincji Rzymu, a świecka władza papieża mocno ograniczona. Stało się to powodem wielkiej krytyki Napoleona III przez biskupów, katolików francuskich i opozycji monarchistycznej. W rezultacie zastosował on represje wobec kleru, zamykając część gazet oraz stowarzyszeń katolickich i szkół zakonnych. Również burżuazja francuska, stanowiąca dotąd podporę władzy Cesarstwa, wystąpiła z krytyką Napoleona III za zawarcie liberalnego traktatu handlowego z Wielką Brytanią. W tej nowej sytuacji politycznej Napoleon III poczynił znaczne koncesje wobec opozycji republikańskiej. Ogłosił amnestię dla więźniów politycznych, rozszerzył uprawnienia parlamentu, przywódcy republikańscy mogli z wygnania wrócić do Francji, usankcjonowano prawnie strajki, upowszechniono bezpłatne szkoły podstawowe itp. Ta liberalizacja Cesarstwa uzyskała 83% poparcia w ogólnonarodowym plebiscycie.
Po wojnie włoskiej Cesarstwo Francuskie nie osiągnęło sukcesów w swej zagranicznej polityce w Europie. Gdy zorganizowano powstanie styczniowe w tzw. Polsce Kongresowej, Napoleon III, mimo pierwotnych obietnic, nie przyszedł z pomocą Polakom, gdyż ważniejsze uznawał dobre stosunki z Imperium Rosyjskim. Zaskoczony został zaborem duńskiego Szlezwiku przez rosnące w mocarstwo Królestwo Prus, a następnie pokonaniem przez nie Cesarstwa Austrii. Królestwo Prus z kierowaną polityką przez Ottona von Bismarcka po zdominowaniu Związku Niemieckiego stało się przyszłym likwidatorem ówczesnej Francji.
Jednak w polityce kolonialnej Francuzi osiągali sukcesy. W północnej Afryce utwierdzili swe rządy w Algierii i opanowali Maroko oraz Tunis, zaś w środkowej części kontynentu podbili terytoria Senegalu, Gwinei, Dahomeju, Gabonu i Wybrzeża Kości Słoniowej, natomiast na Oceanie Indyjskim wyspę Madagaskar. Również w Egipcie umocniły się wpływy francuskie, czego przejawem była budowa przez francuskiego inżyniera Ferdynanda Lessepsa Kanału Sueskiego, oddanego do użytku w 1869 roku. Na Bliskim Wschodzie francuski korpus ekspedycyjny zajął Syrię, w Indochinach terytoria Annam i Kambodża. W Cesarstwie Chińskim wspólna wyprawa wojskowa Francji i Wielkiej Brytanii umocniła przywileje handlowe tychże w tym rozległym państwie. Jedyną porażką w ekspansji zamorskiej II Cesarstwa była przegrana wojna o uzależnienie Meksyku, a to w wyniku wsparcia Meksykanów przez Stany Zjednoczone Ameryki.
Prawie przez cały czas istnienia II Cesarstwa francuskiego, gospodarka rozwijała się względnie intensywnie, stymulowana zwłaszcza rozwojem przemysłu. Najbardziej rozbudowały się przemysły tekstylny i ciężki. Burzliwie rozwijał się transport, dzięki budowie w całym kraju linii kolejowych, które liczyły w 1870 roku już 24 tys. kilometrów. Także marynarka handlowa Francji stała się potęgą, drugą po angielskiej. Rolnictwo, mimo swego rozdrobnienia (w 1900 roku było 1,5 miliona gospodarstw rolnych), notowało stały, choć niewielki, wzrost swej produkcji. Przebudowane i rozbudowane zostały duże miasta: Paryż, Lyon, Marsylia. Otrzymały one oświetlenie gazowe, wodociągi, kanalizację, autobusy konne. Zaczęto stosować konstrukcje stalowe w budownictwie dworców kolejowych, hal targowych, mostów. W Paryżu wyburzono i przebudowano kilka dzielnic pod kierownictwem barona Haussmanna. Zaplanował on szerokie aleje, bulwary i place gwiaździste na głównych skrzyżowaniach ulicznych, a to w celu umożliwienia dalekiego ostrzału artyleryjskiego na wypadek rozruchów i walk ulicznych. Miasto wzbogaciło się o tysiące nowych budowli, fortyfikacje, gmach wielkiej opery.
Dużą rolę w rozwoju gospodarczym odgrywały banki (w tym Rothschild) i oferowane przez nie nowe formy obrotu kapitałowego takie jak akcje i obligacje. Rozrastały się administracja ogólna i komunalna, poczta, szkolnictwo, policja, a praca w administracji pozwalała na lepszy zarobek, niż otrzymywali robotnicy przemysłowi. Przy czym ci ostatni pracowali 11–12 godzin na dobę, bez zabezpieczenia na starość, lub na wypadek inwalidztwa, ich warunki mieszkaniowe były nędzne, wzrost płac bardzo powolny. Toteż mnożyły się strajki i inne spontaniczne formy protestów robotniczych, szczególne ich natężenie przypadało, jak się później okazało, na ostatnie lata II Cesarstwa.
W lipcu 1870 roku rząd francuski, sprowokowany propozycjami obsadzenia tronu hiszpańskiego przez członka pruskiej dynastii Hohenzollern, wypowiedział Królestwu Prus wojnę (wojna francusko-pruska 1870–1871). Kanclerz Związku Północnoniemieckiego i jednocześnie kanclerz Kr. Prus Otto von Bismarck na ten czyn był przygotowany. Wykorzystując transport kolejowy, szybko przerzucił zmobilizowane wcześniej 550 tys. wojsko do Alzacji, atakując graniczne twierdze francuskie. Do września 1870 r. wojska pruskie zdobyły Sedan, biorąc do niewoli 100 tys. żołnierzy francuskich i cesarza Napoleona III Bonaparte. Kapitulacja Napoleona III i poddanie przez niego swego wojska Królestwu Prus, wywołały wstrząs i oburzenie Francuzów. Powszechnie żądano likwidacji Cesarstwa, przywrócenia rządów republikańskich i kontynuowania wojny z Królestwem Prus. Tak też się stało. 
We wrześniu 1870 roku ogłoszone zostało powstanie III Republiki i Rządu Obrony Narodowej, na którego czele stanął jako premier Louis Jules Trochu, ministrem spraw wewnętrznych został Léon Gambetta, ministrem wojny został Adolphe Le Flô, min. spraw zagranicznych Jules Favre, wymieniając tylko najważniejszych. Mimo nowej władzy nie uchroniło to Francji od klęski wojennej.
Napoleon III został zdetronizowany we wrześniu 1870 roku. Po zakończeniu wojny kanclerz niemieckiego mocarstwa jako zwycięzca nakazał byłemu władcy by emigrował do Anglii. Zmarł tam na wygnaniu w 1873 roku, będąc wcześniej świadkiem powołania w Pałacu wersalskim Cesarstwa Niemieckiego.
Wynikiem wojny następca prawny Cesarstwa Francuskiego, utracił podbitą Alzację i Lotaryngię oraz płacił zwycięskiemu Cesarstwu Niemieckiemu olbrzymią kontrybucję.